# Хэфэн
Хэфэ́н (кит. упр. 鹤峰, пиньинь Hèfēng) — уезд Эньши-Туцзя-Мяоского автономного округа провинции Хубэй (КНР).

## История
Долгое время на этих землях не было китайских административных структур, они управлялись местными вождями (тусы). Лишь во времена империи Цин был взят курс на интеграцию племён в общеимперскую структуру, и в 1736 году была создана область Хэфэн (鹤峰州). В 1904 году она была преобразована в комиссариат. После Синьхайской революции в Китае была проведена реформа структуры административного деления, и в 1912 году комиссариат был преобразован в уезд.
После образования КНР в 1949 году был образован Специальный район Эньши (恩施专区), и уезд вошёл в его состав. В 1970 году Специальный район Эньши был переименован в Округ Эньши (恩施地区).
В 1980 году уезд Хэфэн был расформирован, а вместо него был создан Хэфэн-Туцзяский автономный уезд (鹤峰土家族自治县).
Постановлением Госсовета КНР от 19 августа 1983 года был ликвидирован округ Эньши, а вместо него был создан Эси-Туцзя-Мяоский автономный округ (鄂西土家族苗族自治州); Хэфэн-Туцзяский автономный уезд при этом вновь стал уездом Хэфэн.
В 1993 году Эси-Туцзя-Мяоский автономный округ был переименован в Эньши-Туцзя-Мяоский автономный округ.

## Административное деление
Уезд делится на 5 посёлков, 3 волости и 1 национальную волость.

## Транспорт
В 2023 году был построен Большой мост через реку Лоушуй, по которому пролегает скоростного шоссе Иду — Лайфэн. Мост длиной 328 м пролегает на высоте более 300 м над ущельем.